# Fusta

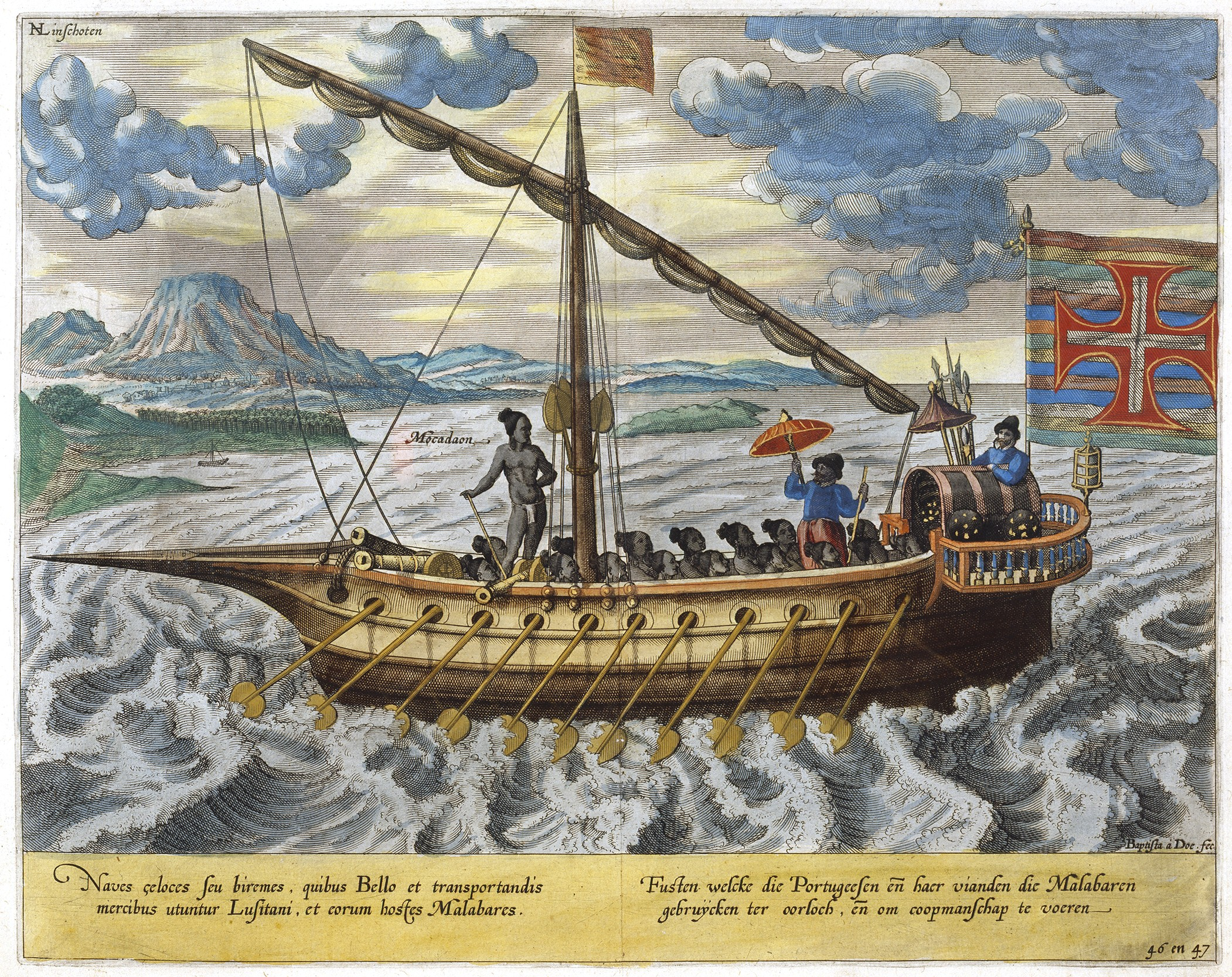
Fusta representada en un libro de Jan Huygen van Linschoten.

Una fusta era una embarcación estrecha, ligera y rápida, de poco calado, impulsada por remos y vela, en esencia, una pequeña galera. Normalmente tenían bancos de remo a cada lado, de entre 12 y 18 hombres, un solo mástil con una vela latina (triangular) y normalmente llevaba dos o tres cañones. La vela se utilizaba para travesías y ahorro de fuerzas de los remeros, mientras que los remos propulsaban la nave dentro y fuera de puerto y durante los combates.
Fusta fue el nombre genérico que recibían toda clase de embarcaciones en la Edad Media, aunque ya en el siglo XV formaban una familia particular de embarcaciones de remo. A veces también se les llamaba galeota, aunque éstas solían tener dos mástiles.
Su velocidad, movilidad, capacidad de moverse sin viento, y su habilidad para operar en aguas poco profundas —crucial para esconderse en las aguas costeras antes de asaltar a los barcos que pasaban— hacían que fueran ideales para la guerra y la piratería. La fusta fue el barco favorito de los corsarios del norte de África de Salé y la costa de Berbería. También principalmente con fustas los hermanos Barbarroja, Baba Aruj y Jayr al-Din, llevaron a cabo la conquista turca del norte de África y el rescate de los mudéjares y moriscos de España después de la caída de Granada. Ellos, y los demás corsarios norteafricanos, causaron terror en las flotas cristianas y en las islas y zonas costeras del Mediterráneo con embarcaciones de este tipo en los siglos XVI y XVII.